# Inarwamal
Inarwamal (en népalais : इनर्वामाल) est un comité de développement villageois du Népal situé dans le district de Bara. Au recensement de 2011, il comptait 7 668 habitants.